# Michael Spangenberger
Michael Rudolf Spangenberger (* 15. August 1952 in Duisburg; † 10. Februar 2023 in Düsseldorf) war ein deutscher promovierter Wirtschaftsethiker der Päpstlichen Lateranuniversität in Rom und Vorstandsvorsitzender und Alleingesellschafter der Societaet Chorvs AG, Gesellschaft für disruptive Wettbewerbsgestaltung, einer Wirtschaftsberatung in Düsseldorf.
Nach dem Abitur am Collegium Augustinianum Gaesdonck und einem Studium der Philosophie und Katholischen Theologie an der Universität Münster und der Universität Regensburg sowie der Betriebswirtschaftslehre an der Rheinischen Friedrich-Wilhelms-Universität in Bonn war er von 1983 bis 1986 Leiter des Referats Kirche/Wirtschaft des Instituts der deutschen Wirtschaft und während der 1990er Jahre in Leitungsfunktionen (Vorstandsvorsitzender, Geschäftsführer) verschiedener Unternehmen tätig.
Im September 1999 musste die von ihm geführte Thierschmidt Group Insolvenz anmelden. Im Jahre 2000 gründete er die Societaet Chorvs AG.

## Schriften (als Herausgeber)
- mit Rocco Buttiglione: Gott ist treu. Festschrift für Paul Josef Kardinal Cordes. Sankt Ulrich Verlag, Augsburg 2010, ISBN 978-3-86744-126-1.
- Rheinischer Kapitalismus und seine Quellen in der Katholischen Soziallehre. Aschendorff, Münster 2011, ISBN 978-3-402-12874-9.